# Анна Мекленбург-Гюстровська
А́нна Ме́кленбург-Гюстро́вська (нім. Anna von Mecklenburg-Güstrow; 14 жовтня 1533 — 4 липня 1602) — герцогиня Курляндії і Семигалії (з 1566). Представниця німецької герцогської династії Мекленбургів. Лютеранка. Народилася у Вісмарі, Мекленбург-Гюстров. Донька Альбрехта VII Красивого, герцога Мекленбурга, й Анни фон Гогенцоллерн, маркграфині Бранденбурзької. Дружина Готтгарда фон Кеттлера, герцога Курляндії і Семигалії (з 1566). Укладанню її шлюбу сприяли польський король Сигізмунд ІІ Август та прусський герцог Альберт. Матір Анни, Єлизавети, Фрідріха та Вільгельма Кеттлерів. Померла в Шверіні, Мекленбург. Похована в Мітавському замку, Курляндія. Також — Анна фон Мекленбург-Гюстров, Анна Мекленбурзька.

## Біографія
Анна Мекленбург-Гюстровська народилася 14 жовтня 1533 року в Вісмарі, в родині мекленбурзького герцога Альбрехта VII Красивого і його дружини Анни фон Гогенцоллер, маркграфині Бранденбурзької.
1563 року 46-річний Готтгард фон Кеттлер, герцог Курляндії і Семигалії, розпочав переговори із батьками 30-річної Анни про укладання шлюбу із нею. Проте вінчання відбулося лише через 3 роки — 11 березня 1566 року, в прусському Кенігсбергу. Місце церемонії було обране за наполяганням матері нареченої, що походила із дому Гогенцоллернів, до якого належали й Бранденбурзький курфюст і Анна-Софія, дружинна брата нареченої — Йоганна-Альбрехта, що правив Мекленбургом на той час.
21 березня того ж року в Кенігсбергу Анна уклала з Готтгардом шлюбний контракт на 5 аркушах. За умовами контракту придане нареченої сладало 15 тисяч талерів. Вона мала отримувати у герцогстві Курляндії і Семигалії податки з маєтків Каленхоф (Віскалі, Єлгава, Латвія), Бергфрідт (Свірлаука, Єлгава), Зессау (Сесава, Єлгава), Грюнхоф (Заленієкі, Єлгава) та Гренцхоф (Межмуйжа, Августкалне, Латвія), а також із замків Мітави та Нойбурга (Яунпілс, Латвія). Загальний річний дохід герцогині з цих володінь мусив складати, щонайменше, 4 тисяч талерів. В маєтках Анні належала верховна і судова влада, яка здійснювалася за допомогою 19 управителів, її особистих васалів. Контракт також передбачав розмір спадку герцогині у випадку овдовіння.
Після шлюбної церемонії, яка тривала 2 тижні, і укладання контракту молодята вирушили в супроводі прусських і мекленбурзьких послів до Гольдінена (Кулдіга, Латвія), де продовжилося святкування.
Анна народила Готтгарду семеро дітей — п'ятьох синів і двох дочок. Трое синів померли, не досягнувши повноліття.
Джерел про діяльність Анни мало, проте відомо, що вона піклувалася про свою родину й підтримувала чоловіка у різних справах. Після смерті Готтгарда в 1587 році герцогиня була одним із керівників Курляндії і Семигалії, й допомагала своєму синові Фрідріху. Вона завідувала родовими маєтками Кеттлерів і спромоглася поповнити родову скарбницю. За життя чоловіка Анна придбала маєтки в Талсені (Талсі, Латвія), Анненбурзі (Ембурга, Латвія) та Міссхофі (Міса, Латвія), що колись були феодами Лівонського ордену. У вересні 1590 року вона супроводжувала до Кенгісбергу свого малолітнього сина Вільгельма, який вирушав до Ростоку на навчання. На початку 1592 і влітку 1598 років Анна відвідувала своїх родичів у Мекленбурзі й викупила маєток Остен у Західній Померанії (Лец, Мекленбург-Передня Померанія, Німеччина), що був закладений під заставу. Цей маєток продовжував перебувати у власності Кеттлерів до кінця XVII століття.
Анна померла 4 липня 1602 року в Шверіні, перебуваючи у герцогстві Мекленбург. 24 жовтня її перевезли до герцоства Курляндії і Семигалії й поховали поруч із чоловіком Готтгардом в Мітавському замку.

## Родина
Чоловік — Готтгард Кеттлер (1517—1587), герцог Курляндії і Семигалії.
Діти:
- Анна Кеттлер (1567—1601) — дружина Ольбрахта Радзивілла (1558—1592), литовський князь.
- Фрідріх Кеттлер (1569—1642) — герцог Курляндії і Семигалії, дружина  Єлизавета-Магдалина Померанська (1580—1649).
- Вільгельм Кеттлер (1574—1640) — герцог Курляндії, одружений на Софії Прусській (1582—1610).
- Єлизавета Кеттлер (?—1601) — дружина Адама-Вацлава П'яста (1574—1618), герцога Тешинського.

## Титули
- 1570 Божою милістю, Анна, уроджена Шверіна з Мекленбургу, герцогиня Курляднії і Семигалії в Лівонії (Von Gottes gnaden Anna gebohrne Svrstin zu Mecklenburg, in Lieffland zu Churlandt und Semgallen herzogin)[6].